# Santiago Ventura
 Santiago Ventura Bertomeu  (ur. 5 stycznia 1980 w Castellón de la Plana) – tenisista hiszpański. W całej karierze zwyciężył w jednym turnieju ATP w singlu oraz w trzech turniejach ATP w deblu. W maju 2011 roku, po porażce w turnieju w Madrycie, ogłosił zakończenie kariery.

## Kariera

### Początki i pochodzenie
Grę w tenisa ziemnego rozpoczął w wieku sześciu lat. Wzorował się na grze swoich idoli: Borisa Beckera i Juana Carlosa Ferrero. Preferuje grę na kortach ziemnych. Tenisa na początku kariery uczył go jego ojciec, który obecnie pracuje w dziale administracyjnym firmy. Matka jest gospodynią domową. Swojego syna nazywają "Santi".

### 2000–2003
W latach tych grał głównie we futerach i challengerach. Jego bilans w grze pojedynczej w 2000 roku w turniejach typu Future wyniósł 10:10, natomiast w challengerach 4:3. W sezonie tym odniósł swoje pierwsze turniejowe zwycięstwo (future w deblu). W 2001 roku wygrał po dwa turnieje w singlu i w deblu w turniejach future. Na 26. rozegranych spotkań w tych rozgrywkach, wygrał 17. Kolejne wygrane w turniejach future w 2002 roku (dwa w singlu i dwa w deblu). W efekcie końcowym tego sezonu rozegrał 24. mecze we futerach (wygrał 17.) i 9. spotkań w challengerach (wygrał 4.).
W roku 2003 zwyciężył w trzech singlowych i siedmiu deblowych futerach. Zagrał, aż 57. spotkań w rozgrywkach tego typu, wygrywając 36. z nich.

### 2004–2007
Poprawił swój ranking o 300. pozycji. Wygrał swój pierwszy turniej ATP w singlu, pokonując w finale Grand Prix Hassan II Słowaka Dominika Hrbatego 6:3, 1:6, 6:4. Bilans zawodnika w turniejach future i challengerach w grze pojedynczej na koniec tego roku wyniósł kolejno: 21:11 i 17:10. Wygrał jeden future w singlu oraz dwa w deblu. Osiągnął także zwycięstwo w challengerze.
W 2005 roku zadebiutował w turniejach wielkoszlemowych, docierając do drugiej rundy Australian Open, pierwszej rundy Roland Garros i Wimbledonu. Doszedł do ćwierćfinału turnieju w Costa do Sauipe. Zwyciężył w dwóch turniejach deblowych z cyklu ATP wspólnie z innym Hiszpanem Davidem Ferrerem.
Przez większość 2006 roku zmagał się z poważną kontuzją. Grał głównie w challengerach, gdzie jego bilans meczów w grze pojedynczej wyniósł 6:19. O wiele lepiej grał w deblu, wygrywając jeden challenger. Zagrał tylko 3. spotkania w turniejach ATP, wygrywając zaledwie jedno z nich. W 2007 roku wystąpił w dwóch turniejach ATP, gdzie dotarł do półfinału w Walencji i drugiej rundy w Estoril. Poprawił swój bilans spotkań challengerach, mając w tym roku 42. zwycięstwa i 22. porażki (wygrał dwa turnieje tego typu w singlu). Odniósł jedno zwycięstwo w grze pojedynczej we futurze.

### 2008
Dzięki poprawieniu swojego rankingu wystąpił po raz drugi w wielkoszlemowym Australian Open. Przegrał tam w pierwszej rundzie z Argentyńczykiem Juanem Martínem Del Potro. Następnie dotarł do półfinału turnieju w Viña del Mar, gdzie przegrał z Juanem Mónaco. Wcześniej pokonał: Gastóna Gaudio, Sergio Roitmana i Fabio Fogniniego. Po tym sukcesie awansował na 70. miejsce w rankingu. Mimo tego, że w kolejnym tygodniu tenisiści rozgrywali Puchar Davisa awansował o kolejne dwa miejsca w rankingu, tym razem na pozycję 68. (najlepszą w karierze). Kolejnym turniejem, w którym zagrał był Brasil Open. Odpadł tam w pierwszej rundzie po porażce z rozstawionym z numerem pierwszym Carlosem Moyą 4:6, 6:4, 4:6. Natomiast w deblu wspólnie z Albertem Montañésem dotarł do finału turnieju. Przegrali tam z brazylijską parą Marcelo Melo i André Sá.
W trzecim tygodniu lutego wystąpił w Copa Telmex. W 1 rundzie zagrał z Juanem Ignacio Chelą. Wygrał pierwszego seta 7:5, ale w dwóch kolejnych uległ Argentyńczykowi 3:6, 2:6. W deblu jego partnerem w tym turnieju był Juan Pablo Brzezicki. Jednakże przegrali oni w drugiej rundzie z deblem Eschauer/Luczak. Rozstawiony wraz ze swoim rodakiem Marcelem Granollersem-Pujol z numerem 4. w deblu, odpadł w pierwszej rundzie turnieju Abierto Mexicano TELCEL. W singlu dotarł do drugiej rundy, gdzie przegrał z Argentyńczykiem Davidem Nalbandianem 2:6, 3:6. Następnie przegrał w pierwszej rundzie Sony Ericsson Open rozgrywanego w Miami. Jego pogromcą był José Acasuso. Po porażce z Tommy Robredo w trzech setach w drugiej rundzie, odpadł z turnieju Open de Tenis Comunidad Valenciana. W maju Ventura wspólnie z Montañésem zwyciężyli w grze deblowej w turnieju Grand Prix Hassan II. We French Open Hiszpan dotarł do 1 rundy singla i 2 rundy debla. W kolejnym turnieju wielkoszlemowym – Wimbledon – ponownie odpadł w pierwszej rundzie singla. Natomiast w grze deblowej Marcelem Granollersem-Pujol, dotarli do ćwierćfinału, gdzie przegrali z Mikiem i Bobem Bryanem. W kolejnych dwóch turniejach w Stuttgarcie i Amersfoort odpadał już w pierwszej rundzie gry pojedynczej. Od tego momentu do końca roku występował prawie wyłącznie w challengerach, tylko raz wystąpił w turnieju ATP – przegrał z Jo-Wilfriedem Tsongą w US Open. W owych challengerach zanotował m.in. dwa półfinały (w San Sebastian i Montevideo) oraz wygraną w Bukareszcie – przegrał z nim Rumun Victor Crivoi 7:5, 4:6, 2:6. W Bukareszcie oprócz singla, wygrał także turniej deblowy wspólnie z Rubénem Ramírezem Hidalgo.

### 2009
Ranking nie zagwarantował mu występu w turnieju głównym Australian Open, wobec czego musiał przebijać się przez kwalifikacje. Wygrał pierwsze dwa pojedynki, jednakże w decydującym o awansie meczu pokonał go Francuz Sébastien de Chaunac 6:4, 6:1. Nie odnosił większych sukcesów w turniejach ATP – dwukrotnie odpadał w pierwszej rundzie, także dwa razy nie przebrnął kwalifikacji. Dlatego zaczął występować w challengerach, osiągając dwa finały w (Rabat i Barletta). Następnie zanotował udane występy w turniejach ATP – trzykrotnie przeszedł kwalifikacje i dotarł do drugich rund w Casablance i Barcelonie oraz pierwszej w Belgradzie. Pokonał także trzech rywali w kwalifikacjach do Roland Garros, ale przegrał w 1. rundzie turnieju głównego z Argentyńczykiem José Acasuso 6:3, 6:7(5), 0:6, 3:6. W czerwcu wystąpił w challengerze w Bytomiu, przegrywając w fazie ćwierćfinałowej. Natomiast w deblu do końca lipca zanotował jeden finał ATP, z Nicolásem Almagro w Buenos Aires a także 5 wygranych w challengerach. Wspólnie z Ramirezem Hidalgo wygrali w stolicy Maroko, Marrakeszu, Barletcie, Fürth oraz Koszycach.

## Wygrane turnieje

### Gra pojedyncza (1)
|    | Data       | Turniej                          | Kat. | ($)     | Naw.   | Finalista      | Wynik         |
| 1. | 24/05/2004 | Casablanca, Grand Prix Hassan II | IS   | 416 000 | ziemna | Dominik Hrbatý | 6:3, 1:6, 6:4 |

### Gra podwójna (4)
|    | Data       | Turniej                           | Kat.       | ($)     | Naw.   | Partner         | Finaliści                     | Wynik           |
| 1. | 06/02/2005 | Viña del Mar, Movistar Open       | IS         | 462 000 | ziemna | David Ferrer    | Gastón Etlis Martín Rodríguez | 6:3, 6:4        |
| 2. | 27/02/2005 | Acapulco, Abierto Mexicano Telcel | ISG        | 794 000 | ziemna | David Ferrer    | Jiří Vaněk Tomáš Zib          | 4:6, 6:1, 6:4   |
| 3. | 23/05/2008 | Casablanca, Grand Prix Hassan II  | IS         | 416 000 | ziemna | Albert Montañés | James Cerretani Todd Perry    | 6:1, 6:2        |
| 4. | 09/05/2010 | Monachium, BMW Open               | 250 Series | 450 000 | ziemna | Oliver Marach   | Eric Butorac Michael Kohlmann | 5:7, 6:3, 16:14 |

## Historia występów wielkoszlemowych
| Turniej         | 2009 | 2008 | 2007 | 2006 | 2005 |
| --------------- | ---- | ---- | ---- | ---- | ---- |
| Australian Open | -    | 1R   | -    | -    | 2R   |
| Roland Garros   | 1R   | 1R   | -    | -    | 1R   |
| Wimbledon       | -    | 1R   | -    | -    | 1R   |
| US Open         | -    | 1R   | -    | -    | -    |

## Statystyki

### Bilans spotkań w turniejach wielkoszlemowych
| Turniej         | Bilans w singlu | Bilans w deblu |
| --------------- | --------------- | -------------- |
| Australian Open | 1:2             | 1:3            |
| French Open     | 0:3             | 2:3            |
| Wimbledon       | 0:2             | 3:3            |
| US Open         | 0:1             | 0:1            |